# فریادخواهان (اوریپید)
فریادخواهان ( یونانی باستان: Ἱκέτιδες) همچنین به نام زنان فریادخواه، اولین بار در 423 قبل از میلاد اجرا شد، یک نمایشنامه از یونان باستان توسط اوریپید است. این نمایشنامه در ایران نیز با نام زنان فریادخواه با ترجمه‌ی غلامرضا شهبازی چاپ شده است.

## زمینه
پس از ترک تبای توسط ادیپوس، پسرانش برای کنترل آن می‌جنگند. پولینیکس علیه برادرش اتئوکلس تبای را محاصره می‌کند. پولینیکس با دختر آدراستوس، پادشاه آرگوس، ازدواج کرده است. بنابراین پولینیکس ارتش آرگوس را در کنار خود دارد که رهبران آن هفت تن علیه تبس هستند. مهاجمان در نبرد شکست می‌خورند و پولینیکس و اتئوکلس هر دو می‌میرند. کرئون در تبای قدرت را به دست می‌گیرد و فرمان می‌دهد که مهاجمان نباید دفن شوند. مادران کشته‌شدگان به دنبال کسی می‌گردند تا به آنها کمک کند این حکم را لغو کنند، تا پسرانشان بتوانند دفن شوند.
جمعیت پلاتایا پس از ویرانی شهرشان در سال ۴۲۷ پیش از میلاد، چند سال قبل از اجرای این نمایش، به عنوان پناهجو به آتن آمدند. به آنها اجازه داده شد در آتن بمانند و به طور استثنایی، شهروندی آتن به آنها اعطا شد. این رویداد ممکن است بر نمایش و پذیرش آن تأثیر گذاشته باشد.

## داستان
آیترا، مادر تسئوس پادشاه آتن، در برابر محراب دمتر و پرسفونه در الئوسیس دعا می‌کند. او توسط زنانی از آرگوس احاطه شده است که پسرانشان در نبرد خارج از دروازه‌های تبس جان باخته‌اند. به دلیل فرمان کرئون، اجساد آنها همچنان دفن نشده باقی مانده است. آدراستوس، پادشاه آرگوس که این لشکرکشی را تأیید کرده بود، گریان بر زمین افتاده و توسط پسران جنگجویان کشته شده احاطه شده است. آیترا پیکی را نزد تسئوس فرستاده و از او خواسته است به الئوسیس بیاید.
زنان پیر از آیترا با به تصویر کشیدن اجساد دفن نشده پسرانشان و جلب همدردی او به عنوان یک مادر درخواست کمک می‌کنند. تسئوس می‌رسد. وقتی از مادرش می‌پرسد چه اتفاقی افتاده، او تسئوس را به سمت آدرستوس هدایت می‌کند که از او می‌خواهد اجساد را بازگرداند. آدرستوس توضیح می‌دهد که او از حمله به تبای، برخلاف توصیه آمفیاروس پیشگو، به احترام دامادهایش، تایدوس و پولینیس، حمایت کرد. تسئوس اشاره می‌کند که او شجاعت را بر احتیاط ترجیح داده است. آدرستوس با پذیرش اشتباهاتش، به تسئوس به عنوان حاکم تنها شهری که صداقت و قدرت ایستادگی در برابر تبس را دارد، التماس می‌کند.
پس از کمی تامل در مورد وضعیت بشریت، تسئوس تصمیم می‌گیرد اشتباه آدرستوس را تکرار نکند. او به آدرستوس می‌گوید که برود و او را تنها بگذارد. اگرچه آدرستوس آماده پذیرش است، اما زنان پاسخ منفی را قبول نمی‌کنند. با استناد به اصول شرافت انسانی مشترک، آنها از آیترا درخواست می‌کنند که مداخله کند. او به پسرش یادآوری می‌کند که وظیفه‌ای برای پشتیبانی از قوانین باستانی هلادا دارد و به او هشدار می‌دهد که امتناع او ممکن است به عنوان بزدلی تفسیر شود. تسئوس تحت تأثیر اشک‌ها و استدلال‌های مادرش، موافقت می‌کند که مداخله کند، اما فقط در صورتی که شهروندان آتنی تصمیم او را تایید کنند. با اطمینان از اینکه مردم از او حمایت خواهند کرد، او و مادرش به سمت خانه حرکت می‌کنند، در حالی که آدرستوس و پسران جنگجویان کشته شده آنها را دنبال می‌کنند و زنان التماس می‌کنند که تسئوس پیروز شود.
مدتی بعد، تسئوس با همراهی گروهی بازمی‌گردد. او پیک خود را به تبای می‌فرستد تا درخواست آزادی اجساد را بکند. اگر آنها همکاری کنند، می‌گوید، از آنها تشکر کن و برگرد. اگر آنها امتناع کنند، به آنها بگو تسئوس با پشتیبانی کامل مردم آتن با سلاح در دروازه‌هایشان خواهد بود. با این حال، قبل از اینکه پیک بتواند ترک کند، یک پیک از تبای برای جستجوی مستبد محلی می‌رسد. هنگامی که تسئوس به او می‌گوید که آتن توسط یک مستبد اداره نمی‌شود، بلکه توسط مردم اداره می‌شود، پیک لحن تحقیرآمیزی به خود می‌گیرد. او به تسئوس می‌گوید که شهر او توسط یک مرد اداره می‌شود، نه توسط یک جمعیت نادان که به راحتی تحت تاثیر کلمات فریبنده قرار می‌گیرند. تسئوس در پاسخ می‌گوید که در یک دموکراسی هر مردی می‌تواند سهمی داشته باشد اگر آنچه می‌گوید عاقلانه باشد. پیک به تسئوس هشدار می‌دهد که در برابر شور و شوق میهن‌پرستانه مردم تسلیم نشود. او می‌گوید: «اگر مرگ در برابر چشمانشان باشد وقتی که رأی می‌دهند، یونان هرگز در اشتیاق دیوانه‌وار برای نبرد به سوی نابودی خود نمی‌شتابد.»
تسئوس به پیک یادآوری می‌کند که او از کرئون دستور نمی‌گیرد و حق خود را برای پشتیبانی از رسوم باستانی هلادا در مورد بازیابی اجساد اعلام می‌کند. هنگامی که پیک به او در مورد دخالت در چیزی که به او مربوط نیست هشدار می‌دهد، تسئوس عزم خود را برای انجام آنچه درست و مقدس است بیان می‌کند. پیک او را تحریک می‌کند تا حمله را آغاز کند، در حالی که تسئوس به ارتش خود می‌گوید برای حمله آماده شوند. او با شمشیر در دست و خدایان در کنارش راه را رهبری خواهد کرد. پیک به سمت تبای حرکت می‌کند و تسئوس و مردانش به دنبال او می‌روند. آنها عمدا آدرستوس را پشت سر می‌گذارند تا ماموریت فعلی خود را با تهاجم قبلی اشتباه نگیرند.
همانطور که مردان عزیمت می‌کنند، زنان ترس خود را از خشونت بیشتر ابراز می‌کنند. آنها امیدوارند که به یک توافق برسند، اما در صورتی که نتوانند، برای پیروزی دعا می‌کنند.
یک پیک - که پیشتر خدمتکار کاپانئوس بوده و توسط تبایی‌ها اسیر شده بود - می‌رسد تا پیروزی آتنی‌ها را اعلام کند. پس از توصیف اینکه چگونه تسئوس ارتش تبای را مجبور به عقب‌نشینی به داخل شهر کرد، او گزارش می‌دهد که تسئوس مردانش را در دروازه‌ها مهار کرد و به آنها گفت که آنها برای نجات اجساد آمده‌اند، نه برای غارت شهر. پیک می‌گوید این نوع رهبری است که مردان باید انتخاب کنند، کسی که در خطر شجاعت نشان می‌دهد، اما زیاده‌روی نمی‌کند. احساسات او توسط آدراستوس تکرار می‌شود که می‌پرسد چرا مردان به جای حل اختلافات خود با عقل، جنگ را انتخاب می‌کنند.
پیک توصیف می‌کند که چگونه تسئوس شخصاً اجساد را شست و برای خاکسپاری آماده کرد. زنان از اینکه اجساد بازیابی شده‌اند خشنودند، اما از فکر دیدن آنها پریشان هستند. آنها می‌گویند که بهتر بود هرگز ازدواج نکرده بودند.
وقتی تسئوس با اجساد می‌رسد، آدراستوس زنان را به سوگواری بلند وا می‌دارد. به پیشنهاد تسئوس، آدراستوس سخنرانی تدفین را ایراد می‌کند که در آن جنگجویان جان‌باخته را به عنوان الگوهایی برای جوانان آتنی معرفی می‌کند تا از آنها پیروی کنند. او برای مثال، کاپانئوس را نمونه‌ای از اعتدال توصیف می‌کند و اتئوکلوس را مردی با چنان شرافت والایی معرفی می‌کند که پیشنهادهای طلا را رد کرد تا شخصیتش فاسد نشود.
تسئوس اجازه نمی‌دهد که زنان بدن‌های مثله شده و در حال پوسیده‌شدن پسرانشان را ببینند، اما می‌گوید که خاکستر آنها را دریافت خواهند کرد. همه در یک تل هیزم مشترک سوزانده خواهند شد به جز کاپانئوس که چون توسط زئوس به زمین زده شد، آرامگاه ویژه‌ای خواهد داشت.
زنان به ناله و شیون ادامه می دهند ("همچو ابری بی‌منزل سرگردانم"؛ "چیزی جز اشک برایم باقی نمانده است.") ناگهان اوادنه همسر کاپانیوس را در لباس عروسش در حال بالا رفتن از صخره های بالای مقبره شوهرش می بینند. اوادنه با به یاد آوردن روز عروسی‌اش، نقشه‌اش برای پیوستن به شوهرش در شعله‌های تل‌آتش را اعلام می‌کند. پدرش، ایفیس، سعی می‌کند او را منصرف کند، اما او مرگ را می‌گزیند و باعث می‌شود تماشاچیان نفس‌هایی حیرت‌آمیز بکشند و فریادی از غم از پدرش بلند شود.
با رفتن ایفیس، جوانان یتیم از راه می رسند تا خاکستر پدرانشان را به مادربزرگشان بسپارند. مرثیه‌های پسران مملو از وعده انتقام است. همانطور که تسئوس آماده رفتن می‌شود، به آرگوسی‌ها یادآوری می‌کند که مدیون آتن هستند - که آنها با سپاسگزاری این را تصدیق می‌کنند. اما قدردانی آنها برای آتنا کافی نیست. او ناگهان بالای معبد ظاهر می‌شود تا به تسئوس دستور دهد که از آدراستوس تعهدی بگیرد که هرگز به آتن حمله نکند. پس از اینکه تسئوس را به یادبود این پیمان در معبد آپولو ترغیب می‌کند، به مردان جوان می‌گوید که آنها بزرگ خواهند شد تا مرگ پدرانشان را با غارت تبای انتقام بگیرند. آدراستوس و زنان، سپاسگزار از کمکی که از تسئوس دریافت کرده‌اند، عزیمت می‌کنند.
همین داستان سال‌ها پیش‌تر در کتاب 9.27 تاریخ هرودوت ذکر شده بود، که در آن آتنی‌ها این رویداد را به عنوان نمونه‌ای از تاریخ شجاعت خود مطرح کرده بودند.

## مرده‌ی دفن نشده
در ادبیات یونان باستان، مراسم تدفین برای شهروندان بسیار مهم است. ایلیاد صحنه‌هایی از جنگجویان را در نبردی خشونت‌آمیز بر سر رفتار با اجساد، مانند جسد پاتروکلوس، نشان می‌دهد. مردم اغلب مایلند برای به دست آوردن اجساد مردگان بجنگند و خطر مرگ را به جان بخرند. نمایشنامه "فریاد خواهان" این ویژگی را حتی فراتر می‌برد و نشان می‌دهد که یک شهر کامل حاضر است برای بازیابی اجساد غریبه‌ها به جنگ برود. موضوع ممنوعیت دفن اجساد مردگان بارها در ادبیات یونان باستان تکرار شده است. نمونه‌هایی از این موارد شامل جسد هکتور در ایلیاد، جسد آژاکس در نمایشنامه "آژاکس" سوفوکل، و فرزندان نیوبه است. برای آنچه بر سر جسد پولینیکس می‌آید، به "آنتیگونه" سوفوکل مراجعه کنید.